# Опероса
„Опероса“ е ежегоден фестивал за класическа музика и опера, провеждан в България, Сърбия и Черна гора.
Посветен основно на операта, фестивалът включва концерти, оркестрова, камерна, вокална и инструментална музика. Опероса развива своята дейност в България, Сърбия и Черна гора с основно събитие оперен фестивал в Херцег Нови в Черна гора.

## История
Основан е от финландската певица мецосопрано Катрин Хаатая през 2006 г.
Първият фестивал на открито стартира през юни 2007 г. във Варна, България, в градината на двореца Евксиноград с операта „Дон Жуан“ от Волфганг Амадеус Моцарт. През следващата година фестивалът се провежда в София в Националния театър „Иван Вазов“. Завръща се в Евксиноград през 2009 и 2010 г. с изпълнения на „Човешкият глас“ от Франсис Пуленк и операта „Ромео и Жулиета“ от Шарл Гуно.
През 2011 г. „Опероса“ за първи път представя опера в Младежкия център в Белград. Изданието от 2012 г. е посветено на бароковата опера, провеждат се серии от семинари, майсторски класове и представления на операта „Пимпиноне“ от Телеман във фондация „Коларац“ в Белград, както и в „Бетахаус“ в София. През 2013 г. Опероса участва в Нощта на културата в Херцег Нови, Черна гора.
2014 г. Опероса представя за първи път международна опера в Черна гора.   Фестивалът „Опероса“ се провежда в стария град на Херцег Нови, в крепостите Форте Маре и на открито в амфитеатъра на крепостта Канли Кула.
Образователната програма Опероса Академия стартира през 2012 г. в България, Сърбия и Черна гора. Обучението се провежда през цялата година, за млади оперни певци и музиканти с класическа музика, изпълнители и майсторски класове, семинари и малки опери. Подпомагат се млади творци с награди и стипендии.
Опероса си сътрудничи с международни оперни организации, като Aix-en-Provence Festival, Queen Elisabeth Music Chapel, Aldeburgh Music Helsinki Festival, La Monnaie, Dutch National Opera и Calouste Gulbenkian Foundation чрез ENOA мрежа от европейски оперни академии. През 2017 г. Опероса бе одобрена за съфинансиране от програмата на Европейския съюз за култура „Творческа Европа“ (Creative Europe). Проектът YOUNG@OPERA е създаден от Опероса в сътрудничество с партньорите община Херцег Нови и фондация „Илия М. Коларац“ с участия в Черна гора, Сърбия и България.

## Участници
Сред професионалистите в областта на операта, които са работили с Опероса, са: мецосопраното Дженифър Лармор, сопраното Дарина Такова, алтът Марияна Миянович, мецосопраното Катрин Хаатая, сценографът Джейми Вартан, режисьорът Джон Ла Бушардие, режисьорът Мартин Лойд-Евънс, режисьорът и дизайнер Тим Хопкинс, режисьорът Ашли Дийн, режисьорът Сет Йора, органистът и клавесинист Джеръми Джоузеф, диригентите Ералдо Салмиери и Предраг Госта, Саймън Кордер (осветление и сценография), Доменико Франчи (костюми и декори), Корделия Крисхолм (костюми и декори), Кевин Трейси (осветление), Софийският симфоничен оркестър, камерният оркестър на Варненската филхармония, Черногорският симфоничен оркестър и др.

## Оперни продукции
- 2007: „Дон Жуан“ в. А. Моцарт (Варна, Варна, България)
- 2008: Опера и Балет Арабеск (Народния Театър Иван Вазов, София, България)
- 2009: „Човешкият глас“ на Франсис Пуленка (Варна, Варна, България)
- 2010: Ромео и Жулиета, Шарл Гуно (Варна, Варна, България)
- 2011: „Човешкият глас“ на Франсис Пуленка (Белград Младежки център, Белград, Сърбия)
- 2012: „Пимпиноне“ на Георг Филип Телеман (Коларац, Белград, Сърбия)
- 2012: „Пимпиноне“ на Георг Филип Телеман (Бетахаус, София, България)
- 2013: Човешкият глас на Франсис Пуленка (Нощта на културата, Херцег-Нови, Черна гора)
- 2014: Ромео и Жулиета, Шарл Гуно (Тиват, Черна гора)
- 2015: „Така правят всички“, в. А. Моцарт (Канли Кула, Херцег-Нови, Черна гора)
- 2015: „Ло Специале“ на Йозеф Хайдн (Студентски културен център, Белград, Сърбия)
- 2016: „Пепеляшка“, Джоакино Росини (Канли Кула, Херцег-Нови, Черна гора)
- 2017: „Йоланта“, Пьотър Чайковски (Канли Кула, Херцег-Нови, Черна гора)
- 2018: „Кармен“, Жорж Бизе (Канли Кула, Херцег-Нови, Черна гора)
- 2018: „Слугинята-господарка“, Джовани Паизиело (България, Сърбия, Черна гора)
- 2019: „Be My Superstar“ – Съвременна трагедия на Шимон Восечек и Александра Лакроа по текст на Ян Вербург (Парк Дворана, Херцег Нови, Черна гора)
- 2019: „Сън в лятна нощ“ на Феликс Менделсон Бартолди (Канли Кула, Херцег Нови, Черна гора)

## Други медии
През 2007 г. Опероса издава CD под името „Перле“ заедно с „Орфей мюзик“ В него са представени произведения на в. А. на Моцарт, Дж. Росини, г. Е. Хендел, A. Вивалди и Джулио Каччини в изпълнение на Софийския симфоничен оркестър заедно с диригент Найден Тодоров, мецосопрано Катрин Хаатая, китара Росен Балкански и чембало Магдалена Василева.